# Poëziefilm
De poëziefilm is een filmgenre waarin de grens tussen poëzie en film vervaagt; en waarin visuele beelden, geluid en tekst samenkomen om een poëtische ervaring te creëren. De poëziefilm kan variëren van audiovisuele gedichten tot films waarin gedichten worden voorgelezen met begeleidende beelden.
Poëziefilms worden wereldwijd erkend, bijvoorbeeld middels het Zebra Poetry Film Festival in Berlijn en het Nederlands Poëzie Film Festival. Dergelijke festivals benadrukken de culturele benadering van poëzie en film in verschillende landen.